# Classe La Superba
La Superba e La Suprema sono due navi traghetto costruite rispettivamente nel 2002 e nel 2003 ai Nuovi Cantieri Apuania di Marina di Carrara per la compagnia di navigazione italiana Grandi Navi Veloci.

## Caratteristiche
La Superba e La Suprema sono fra i traghetti passeggeri più grandi al mondo, con una stazza lorda di quasi 50 000 tonnellate. Al momento dell'entrata in servizio erano i traghetti passeggeri più grandi in servizio nel Mediterraneo; nel 2008 furono superati dalla Cruise Roma della Grimaldi Ferries. Costate circa 120 milioni di dollari ciascuna, possono trasportare 2 920 passeggeri alloggiati in 567 cabine e 940 poltrone e 1 000 automobili distribuite su quattro garage, con una capacità totale di 2 800 metri lineari di carico.
I servizi di bordo sono paragonabili a quelli delle navi da crociera: la unità dispongono di un ristorante à la carte e di un self-service rispettivamente con 404 e 402 posti a sedere, sei bar, dei quali uno panoramico, piscine, palestra, idromassaggio, negozi, boutique, slot machine, sale da gioco, salotti per la lettura, teatro, cinema, discoteca da 176 posti e una cappella. Delle 567 cabine, 31 sono suites doppie, 6 sono suites presidenziali con balcone e 4 sono attrezzate per accogliere passeggeri disabili.

## Propulsione
La Superba e La Suprema sono dotate di quattro motori Wärtsilä 16V46C, che sviluppano una potenza complessiva di 67200 kW. Spinte da due eliche a quattro pale, possono raggiungere una velocità massima di circa 30 nodi. Le navi montano due bow thrusters per una potenza complessiva di 3000 kW mentre la corrente elettrica e i servizi di bordo sono garantiti da quattro generatori Wärtsilä che sviluppano, complessivamente, 9 360 kW.

## Unità della classe
| Nome       | Immagine | Varo        | Cantiere               | Entrata in servizio | Rotta          | Note                             |
| ---------- | -------- | ----------- | ---------------------- | ------------------- | -------------- | -------------------------------- |
| La Superba |          | giugno 2001 | Nuovi Cantieri Apuania | marzo 2002          | Genova-Palermo | Venduta per demolizione nel 2024 |
| La Suprema |          | agosto 2002 | Nuovi Cantieri Apuania | maggio 2003         | Genova-Palermo |                                  |

## Servizio

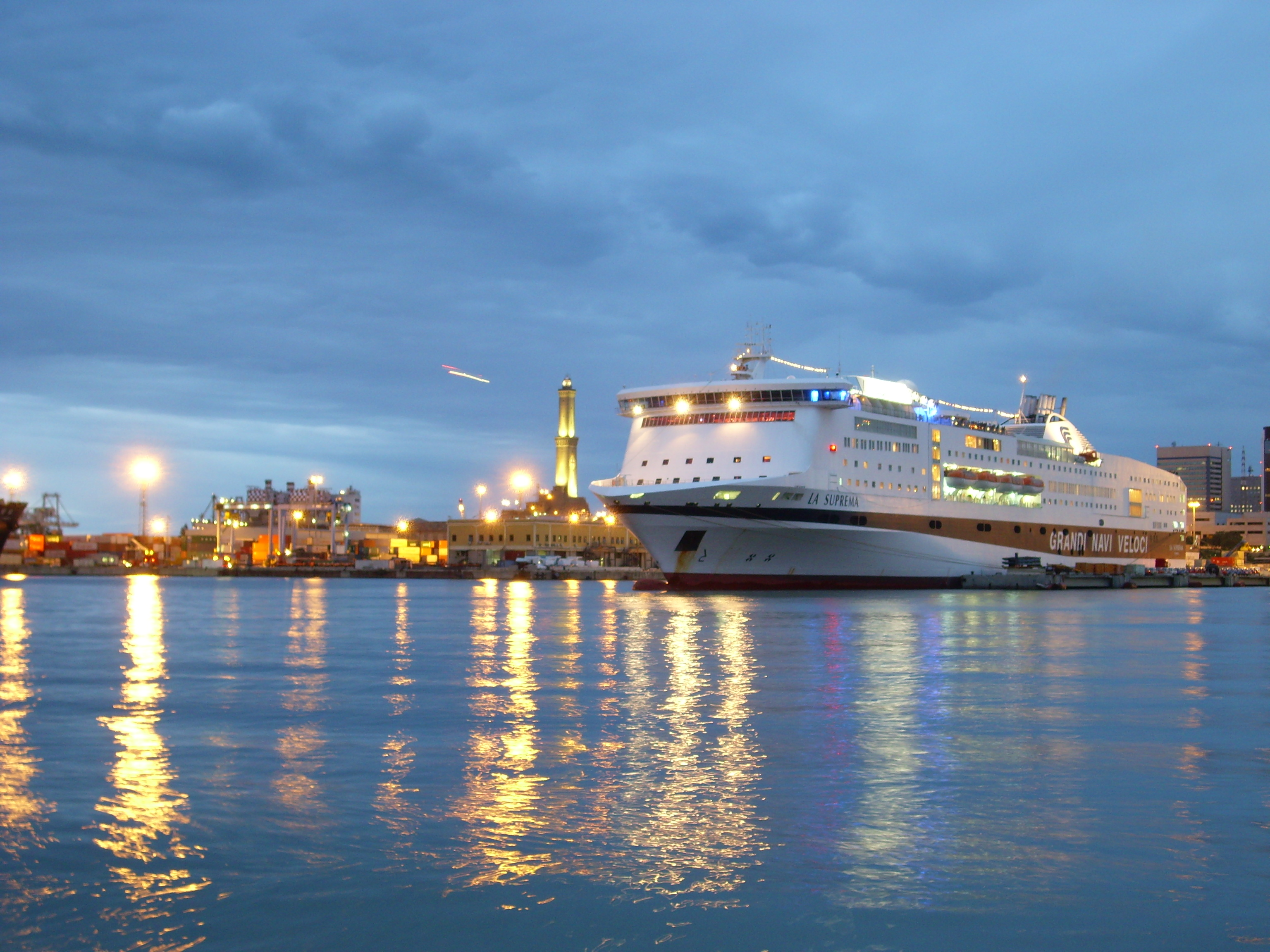
La Suprema ormeggiata nel porto di Genova

La Superba fu varata ai Nuovi Cantieri Apuania nel giugno 2001. Dopo aver effettuato le prove in mare nel dicembre dello stesso anno, a marzo 2002 la nave fu consegnata a Grandi Navi Veloci, entrando in servizio tra Genova e Olbia. La Suprema scese in acqua per la prima volta nell'agosto 2002, entrando in servizio tra Genova e Porto Torres nel maggio dell'anno successivo. Negli anni seguenti le unità furono impiegate su diversi collegamenti della compagnia italiana, tra i quali la linea Genova - Palermo. Occasionalmente La Superba e La Suprema furono utilizzate anche per mini-crociere nel Mediterraneo, soprattutto nel periodo di Capodanno.
Nel febbraio 2008 la compagnia vietnamita Vinashin Shipping si accordò con GNV per l'acquisto di entrambe le unità al termine della stagione estiva, ma il costo elevato delle due unità pose termine alla trattativa. La Superba e La Suprema rimasero quindi in servizio per GNV, continuando a essere impiegata nei collegamenti su Sicilia e Tunisia
Nel mese di Ottobre 2017,  La Suprema dopo aver effettuato bunkeraggio a Las Palmas (Spagna) si prepara ad affrontare per la prima volta l'Oceano Atlantico, destinazione San Juan (Puerto Rico) dove verrà utilizzata come nave-hotel per accogliere gli sfollati a seguito dell'uragano che ha distrutto i Caraibi nell'estate 2017.
A gennaio 2023, un incendio si è sviluppato a bordo della nave La Superba, che è stata successivamente messa in disarmo a Palermo fino nel 2024, in cui è stata venduta per la demolizione ad Aliaga, in Turchia.
Attualmente, La Suprema serve sulla tratta Genova-Rades.